# Largo Winch (film)
Largo Winch is een Franse actie-thriller uit 2008 onder regie van Jérôme Salle. Het verhaal is voornamelijk gebaseerd op dat uit de eerste twee delen van de gelijknamige stripreeks, De erfgenaam en Groep W. 
Voor de filmmuziek won Alexandre Desplat een World Soundtrack Award.

## Verhaal
Nerio Winch is een multimiljardair die zijn fortuin verdiende door vanuit het niets miljarden-conglomeraat Groupe W op te bouwen. Daarvan bezit hij zelf 65% van de aandelen. Omdat hij zelf geen kinderen heeft, gaat hij in 1981 naar Kroatië om een kind te adopteren en op te voeden als zijn zoon en opvolger. Hoewel het hoofd van het weeshuis een jongetje in gedachten had voor Winch, ziet hij ter plekke de eigengereide Largo ravotten en adopteert hij die.
Nerio brengt Largo in eerste instantie naar het echtpaar Josip Hannah, die hem gedurende zijn jongere jaren samen met hun zoontje Goran opvoeden. Wanneer hij de tienerleeftijd bereikt, vertelt Josip aan Largo wie zijn echte vader is. Nerio keert terug om zijn adoptiezoon onder zijn hoede te nemen en voor te bereiden op de taken die hij later van zijn vader over moet nemen als hoofd van een miljardenbedrijf. Wanneer Josip in 2005 overlijdt, eist Largo van Nerio het dossier waarin zijn exacte afkomst staat. Die weigert. Samen met Goran breekt hij daarop in bij Groupe W om het zelf te zoeken. Goran ontdekt daar dat Largo's dossier vermist is. Largo keert zijn vader de rug toe en gaat naar Brazilië. Daar groeit hij verder uit tot een vrijgevochten en assertieve anti-kapitalist.
Wanneer Nerio op 19 september 2008 met zijn luxe jacht voor de kust van Hongkong ligt, trekt een man in een duikpak hem het water in en verdrinkt hem. Nerio's nummer twee bij Groupe W Ann Ferguson wordt hiervan als eerste op de hoogte gesteld. Zij moet ervoor zorgen dat er snel een oplossing komt om te voorkomen dat het conglomeraat instort. Ze verneemt uit Nerio's testament van het bestaan van Largo, waarvan buiten Josip en Hannah nooit iemand heeft geweten voor Nerio's dood. Nerio laat het leiderschap van Groupe W aan hem na. Ferguson spoort Largo op in een Braziliaanse gevangenis. Hij zit daar omdat hij erin is geluisd door zijn onenightstand Léa. Toen hij sliep, injecteerde zij hem met drugs en liet ze daarvan een aanzienlijke hoeveelheid in zijn kamer achter voordat ze de politie op zijn dak stuurde. Freddy Kaplan gaat naar Brazilië om Largo uit de gevangenis te halen, maar die verkiest op eigen initiatief te ontsnappen. Na een wilde vlucht met de auto, vertelt Kaplan aan Largo dat hij is gekomen omdat Nerio dood is. Officieel is hij verdronken, maar de patholoog-anatoom vertrouwt Largo een tweede, geheim autopsierapport toe, waaruit de ware toedracht blijkt.
Groupe W-bestuurslid William Kwan wil in eerste instantie niets weten van de totaal uit het niets opgedoken Largo. Hij heeft niettemin weinig keus, want de 65% van de aandelen die Nerio naliet, zijn aan toonder en alleen Largo weet waar Nerio ze voor hem neergelegd heeft. Zijn eerste zorg is niettemin erachter komen wie Nerio vermoordde. Het is Largo duidelijk dat iemand Groupe W in handen wil krijgen. Wanneer zijn financiële hoofd Alexander Meyer hem dringend wil spreken, wordt die door een sluipschutter voor de ogen van een volle vergaderzaal door het hoofd geschoten. Meyer bleek een afspraak te hebben met Mikhaïl Korsky, die een vijandige overname van Groupe W voor ogen heeft. In zijn kantoorpand komt Largo opnieuw Léa tegen. Ze heet in werkelijkheid Naomi en is als luxe callgirl sinds een maand bij Korsky in dienst. Alles wijst naar hem als hoofdverdachte voor de moord op Nerio. Ferguson wil een tegenaanval doen door te proberen een vijandige overname van Korsky's bedrijf te bewerkstelligen. Ze heeft een mol binnen zijn organisatie geplant en weet daardoor van 16% van de aandelen die daar op te kopen zijn. Largo moet die proberen binnen te halen, maar heeft daarvoor drie miljard nodig. Kwan wil die niet beschikbaar stellen, totdat Largo voorstelt hem zijn aandelen als borgstelling te geven.
Largo gaat naar het vakantiehuis waar hij in zijn jeugd één maand per jaar met Nerio doorbracht. Daarin is de kluis verborgen met de aandelen die zijn vader hem naliet. Zodra Largo die opent, blijkt hij te zijn gevolgd door een doodseskader onder leiding van Stephan Marcus, het hoofd beveiliging van Groupe W. Hij krijgt de aandelen in handen en probeert Largo vervolgens te liquideren. Wanneer die probeert vanaf een klif in zee te duiken, schiet Marcus hem neer. Largo stort bloedend het water in en blijft roerloos drijven op het oppervlak. Marcus keert terug naar het hoofdkantoor van Groupe W om de aandelen te overhandigen aan zijn opdrachtgever, Ferguson. Zij ziet zichzelf als Nerio's logische opvolger. Omdat die met 75 jaar oud en ziek begon te worden, liet zij hem ombrengen om de zaak te bespoedigen.
Largo is niet dood, maar door zijn schouder geschoten en bewusteloos aangespoeld. Wanneer hij bijkomt, ligt hij in een bed in het huis van Melina, die hem verzorgd heeft. Hij gaat naar het huis van Hannah, maar treft haar vermoord aan op de vloer van haar aangestoken woonkamer. Hij neemt haar medaillon mee en neemt contact op met Korsky. Die is ervan op de hoogte wat Ferguson probeert te doen en dat ze hem als zondebok probeert te gebruiken. Daarom helpt hij Largo op weg naar Groupe W. Hij moet daar voorkomen dat Ferguson op de aandeelhoudersvergadering goedkeuring krijgt om de macht over te nemen. Dat wil ze doen middels een door haar gevonden stroman. Nerio blijkt niet één maar twee jongetjes te hebben geadopteerd in Kroatië destijds. Het tweede kind nam hij mee als vriendendienst voor Josip en Hannah, die zelf geen kinderen konden krijgen: Goran. Ferguson wil hem als Nerio's wettelijke erfgenaam naar voren schuiven. Goran kwam erachter dat hij geadopteerd was toen hij in de archieven op zoek was naar het dossier van Largo, maar in plaats daarvan dat van zichzelf vond. Hij werkt nu met Ferguson samen. Zij kan via hem de macht over Groupe W overnemen en hij hoeft niets te doen behalve om de zoveel tijd een kapitaal aan dividenden opstrijken. Hij legt dit uit aan Largo wanneer die hem vindt. Hij heeft Marcus achter zich als zijn beveiliger. Goran weet alleen niet dat Hannah in opdracht van Ferguson vermoord is. Wanneer Largo hem dit vertelt in het Servo-Kroatisch dat alleen zij tweeën spreken, keren ze zich samen tegen een hierdoor verraste Marcus. Largo ontkomt zo aan de mannen van Ferguson. Goran loopt tegen een kogel en sterft.
Kaplan heeft zich tegenover Ferguson voorgedaan als Largo's verrader. Hij deed alsof hij in ruil daarvoor rijk wilde worden middels handel met voorkennis, doordat hij weet van haar plannen voor een vijandige overname van Korksy's bedrijf. In werkelijkheid heeft hij Ferguson met een verborgen camera opgenomen terwijl zij uitlegde dat en waarom ze Nerio liet vermoorden. Wanneer zij de aandeelhoudersvergadering met een praatje inleidt, arriveert Largo. Terwijl Ferguson voor een volle zaal staat te praten, verschijnt op de grote schermen achter haar de moordbekentenis die ze Kaplan deed. Haar spel is uit. Groupe W blijft van Largo.

## Rolverdeling
- Tomer Sisley als Largo Winch
- Bojana Panic als Melina
- Kristin Scott Thomas als Ann Ferguson
- Miki Manojlovic als Nerio Winch
- Radivoje Bukvic als Goran
- Mélanie Thierry als Léa/Naomi
- Elizabeth Bennett als Miss Pennywinkle
- Steven Waddington as Stephan Marcus
- Ivan Marevich als Josip
- Anne Consigny als Hannah
- Gilbert Melki als Freddy Kaplan